# 데이시 내친왕 (1076년)
테이시/야스코 내친왕(일본어: 媞子内親王 ていし/やすこないしんのう[*], 조호 3년 4월 5일 (1076년 5월 10일) - 가호 3년 8월 7일 (1096년 8월 27일))은 72대 시라카와 천황의 1황녀이다. 어머니는 중궁 후지와라노 켄시/카타이코이다. 이세재궁, 동복동생 호리카와 천황의 준모, 중궁 (존칭황후)이다. 여원호는 이쿠호우몬인(郁芳門院)이다.

## 생애
조랴쿠 2년 (1078년) 3월에 준삼궁, 같은 해 8월 2일, 3살의 나이로 재궁에 복정, 9월 1일 대선직에 첫 재원에 들어갔다. 조랴쿠 3년 (1079년) 4월에 하카마기(袴着), 9월 8일, 노노미야로 옮겼다. 조랴쿠 4년 (1080년) 9월 15일, 이세로 하향했다. 오토쿠 원년 (1084년) 9월 22일, 모후 켄시/카타이코 승하로 재임한지 6년만에 재궁 직을 사임하고, 같은 해 12월 4일에 귀경했다. 오토쿠 3년 (1086년), 아버지 시라카와 천황이 동생인 호리카와 천황에게 양위를 하였고, 동생이 즉위하였다. 간지 원년 (1087년) 7월, 시라카와인과 대면, 같은 해 12월 16일, 호리카와 천황의 준모로써 입내하였다. 간지 5년 (1091년) 1월 22일, 중궁에 책립, 간지 7년 (1093년) 1월 19일에 여원이 되어, 이쿠호우몬인 (郁芳門院)이라 칭했다. 가호 3년 (1096년) 8월 7일에 21세의 나이로 병사하였다.
시라카와 천황이 가장 사랑하는 중궁 켄시/카타이코와의 사이에서 태어났고, 어머니를 닮아 아름다웠다는 테이시/야스코를 특히 총애했다 (『중우기(中右記)』). 테이시/야스코가 재궁으로 복정되었을 때에도, 노노미야까지 행차하였는데, 천황의 노노미야 행행(行幸)은 이 사례가 유일한 예이다. 재궁에서 사임하자, 이번에는 호리카와 천황의 준모로 삼고 이를 근거로 중궁에 세웠다. 이는 다이고 천황의 양모로 황태부인(皇太夫人)이 된 뇨고 후지와라노 온시/요시코의 예를 따르는 것이지만, 천황의 동복누나를 후위에 세우는 것은 전대미문의 일이어서 조정 신하들을 아연실색하게 하게 만들었다. 어쨌든. 테이시/야스코의 입후가 선례가 되어, 천황과 배우자 관계가 아닌 내친왕이 황후에 책립된다는 준모입후의 전통이 시작되는 것이었다. 또한, 준모입후로 중궁에 책봉된 사람은 이 테이시/야스코가 유일하고, 그 밖의 준모들은 모두 황후에 책봉되어 있는 것으로 보아, 그녀가 얼마나 특별한 존재였는지를 알 수 있다. 테이시/야스코는 나아가 원호 선호를 받고 이쿠호우몬인 (郁芳門院)이라하였다.
『중우기(中右記)』는 또한 테이시/야스코 내친왕을 "身体美麗、風容甚盛、性もとより寛仁、接心好施". 즉 용모가 아름답고, 우아하고 아릅답고, 베푸기를 좋아하는 관용적인 마음씨 좋은 여성이라고 적고있다. 또, 덴가쿠를 매우 좋아하여, 자주 고쇼에서 관람하면서 즐겼다고 한다. 시라카와인은 행차할 때에는 반드시 내친왕과 동차하여, 병든 내친왕을 위하여 자주 사찰에 참배하여 그 식재를 기원하고 끊임어벗이 기도하게 하였다. 그러나, 내친왕은 21세의 젊은 나이로 사망하고, 총애하는 황녀를 잃은 시라카와인은 비탄한 마음을 감추지 못하고 내친왕이 사망한지 이틀만에 출가했다. 그 후, 인과 내친왕의 고쇼였던 로쿠조도노에 어당이 건립되었고, 인은 그곳에 옛날과 다름없이 뇨보들을 모시게 했다고 한다 (『이마카가미(今鏡)』). 내친왕의 고쇼에서 섬긴 뇨보들에게 가인 이쿠호우몬인안게(郁芳門院安芸)가 있다.
능묘는 어머니 켄시/카타이코와 같이 카미다이고릉 (교토부 교토시 후시미구 다이고 다이고산 다이고지 내)이다.

## 같이 보기
- 에이초의 오오덴가쿠